# Toshio Anazawa
Toshio Anazawa (em japonês: 穴澤利夫, Anazawa Toshio, Kitakata, Fukushima, 13 de fevereiro de 1922 – Okinawa, 12 de abril de 1945) foi um oficial do Exército Imperial Japonês,  membro da 20ª Unidade de Ataque Especial.

## Vida
Nascido em 13 de fevereiro de 1922, em Kitakata, na prefeitura de Fukushima, Anazawa tomou gosto pela leitura desde muito jovem, e seu sonho era criar uma biblioteca para crianças. Ele ingressou no Instituto de Formação Bibliotecária do Ministério da Educação, e, uma vez formado, ingressou na Universidade Chūō, em Tóquio.  Ele trabalhou em meio-período como bibliotecário da Biblioteca da Universidade Médica e Odontológica de Tóquio.
Passado algum tempo, alguns colegas do Instituto de Formação Bibliotecária vieram estudar, sendo que entre eles estava sua futura noiva, Chieko Magota. Os dois começaram a se corresponder por volta de 1941, embora devido ao fato de que era considerado vulgar, na época, que alunos universitários namorassem, tanto o irmão de Toshio, que teria lhe dito "não se pode confiar nas mulheres da cidade", quanto seus pais tenham se oposto à esta decisão.

## Carreira militar

### Unidade de Ataque Especial
Em 1 de outubro de 1943, Toshio se formou na Universidade Chūō e se voluntariou para juntar-se à 20ª Unidade Shinbu como membro da primeira classe de suas unidades especiais de treinamento.  Diz-se que, nesta época, Anazawa estava preparado para a morte.
Toshio e Chieko ficaram oficialmente noivos em março de 1945.  Em 8 de março deste mesmo ano, Toshio recebeu uma licença especial e voltou à sua cidade natal, persuadindo seus pais após dizer "Eu morrerei nesta guerra como piloto kamikaze. Mas eu realmente gostaria de estar com vocês antes de morrer".  No dia seguinte, 9 de março, ele visitou a casa de Chieko's em Tóquio. Os pais de Chieko também concordaram com a persuasão de Toshio e este, encantado, ficou na casa de seus parentes em Meguro. Nas primeiras horas da manhã de 10 de março, aconteceu o Grande Ataque Aéreo a Tóquio, e Toshio foi se encontrar com Chieko para verificar se ela estava segura. Toshio e Chieko se encontraram no Santuário de Otori, em Meguro, ficando felizes de terem ambos sobrevivido. No entanto, como Toshio deveria voltar logo para o aeroporto, ambos embarcaram em um trem juntos, apenas para desembarcarem na estação de Ikebukuro, por terem sentido falta de ar. Ali se despediram.

### O ataque kamikaze de Anazawa

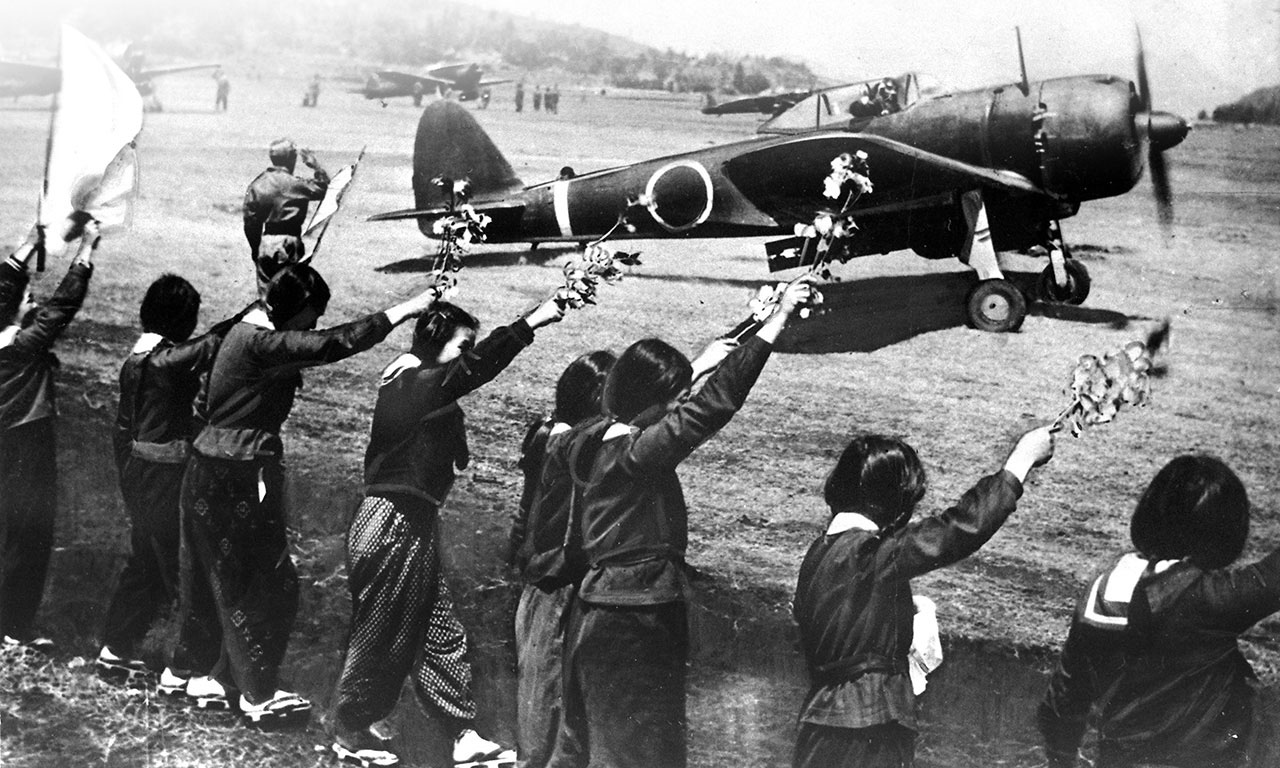
Alunas da Escola Secundária Municipal de Chiran para Meninas, se despedindo de Anazawa com ramos de cerejeira

Toshio já havia sido enviado em várias missões, retornando de todas elas.  O dia 12 de abril de 1945 marcou sua ação final.
Em sua despedida, foi saudado pelas alunas da Escola Secundária Municipal de Chiran para Meninas, em Kagoshima, e decolou a bordo de uma aeronave Nakajima Ki-43 "Hayabusa", carregando bombas que pesavam 250 quilogramas (550 libras) em direção a Okinawa, como parte dos esforços da segunda onda da Operação Kikusui. Em seu pescoço, usava um lenço, presente de sua noiva Chieko. Toshio Anazawa morreu neste dia.

### Após a morte
Em 16 de abril de 1945, quatro dias após a surtida final de Toshio em 12 de abril, sua noiva Chieko recebeu uma carta que ele lhe havia escrito. Quando leu a carta, seu coração afundou. Tome Torihama, proprietário do Restaurante Tomiya, um restaurante frequentado por muitos pilotos kamikaze, disse, "Ninguém sorriu quando ele foi embora. Ele queria viver com as pessoas que amava. Mas a invasão ao continente era iminente, então ele deixou claro para mim que teria que proteger as pessoas que ele amava". Após sua morte, Anazawa recebeu uma promoção de duas patentes, se tornando capitão.